# Årenäs-Tostekulla lövskogar
Årenäs-Tostekulla lövskogar är ett naturreservat tillika ett Natura 2000-område i Marks kommun i Västra Götalands län. Det inrättades 2001 och förvaltas av Västkuststiftelsen.
Reservatet sträcker sig över kraftigt kuperad terräng utmed Lygnerns norra strand och täcker en yta på ca 54 ha. Floran är varierad och artrik med både ädellövskog och flera sällsynta arter som skogsbräsma, lundbräsma och trollsmultron. I lavfloran märks de hotade arterna mussellav och gråblå skinnlav.